# Ненцы
Не́нцы (нен. ненэй ненэцьʼ (буквально — «настоящий человек»), хасава, неш. нешаӈ; устар. самоеды, самоядь, юраки) — самодийский народ в России, населяющий евразийское побережье Северного Ледовитого океана от Кольского полуострова до Таймыра. Говорят на ненецком, нешанском и русском языках.
Ненцы делятся на европейских и азиатских (сибирских). Европейские расселены в Ненецком автономном округе Архангельской области, сибирские — в Ямало-Ненецком автономном округе Тюменской области и в Долгано-Ненецком Таймырском муниципальном районе Красноярского края. Небольшие группы ненцев проживают в Ханты-Мансийском автономном округе — Югре, в Мурманской и Архангельской областях, а также в Республике Коми.
Традиционное занятие ненцев — крупностадное оленеводство. На полуострове Ямал кочует несколько тысяч ненецких оленеводов, владеющих около 500 000 оленей. Традиционным жилищем ненцев является конический чум (мя).

## Название
Русское название «ненцы» было образовано от самоназвания этого народа (ед. ч. ненэцьʼ, мн. ч. ненэцяʼ), означающего «человек». В восточных областях расселения ненцев (к востоку от Уральского хребта) они называют себя хасава (мн. ч. хасаваʼ), что означает также «мужчина»; слово ненэцьʼ как самоназвание в этих областях обычно идёт со словом ненэй «настоящий». Лесные ненцы именуют себя нешаӈ «человек» (мн. ч. нешаʼ).

## Численность и расселение

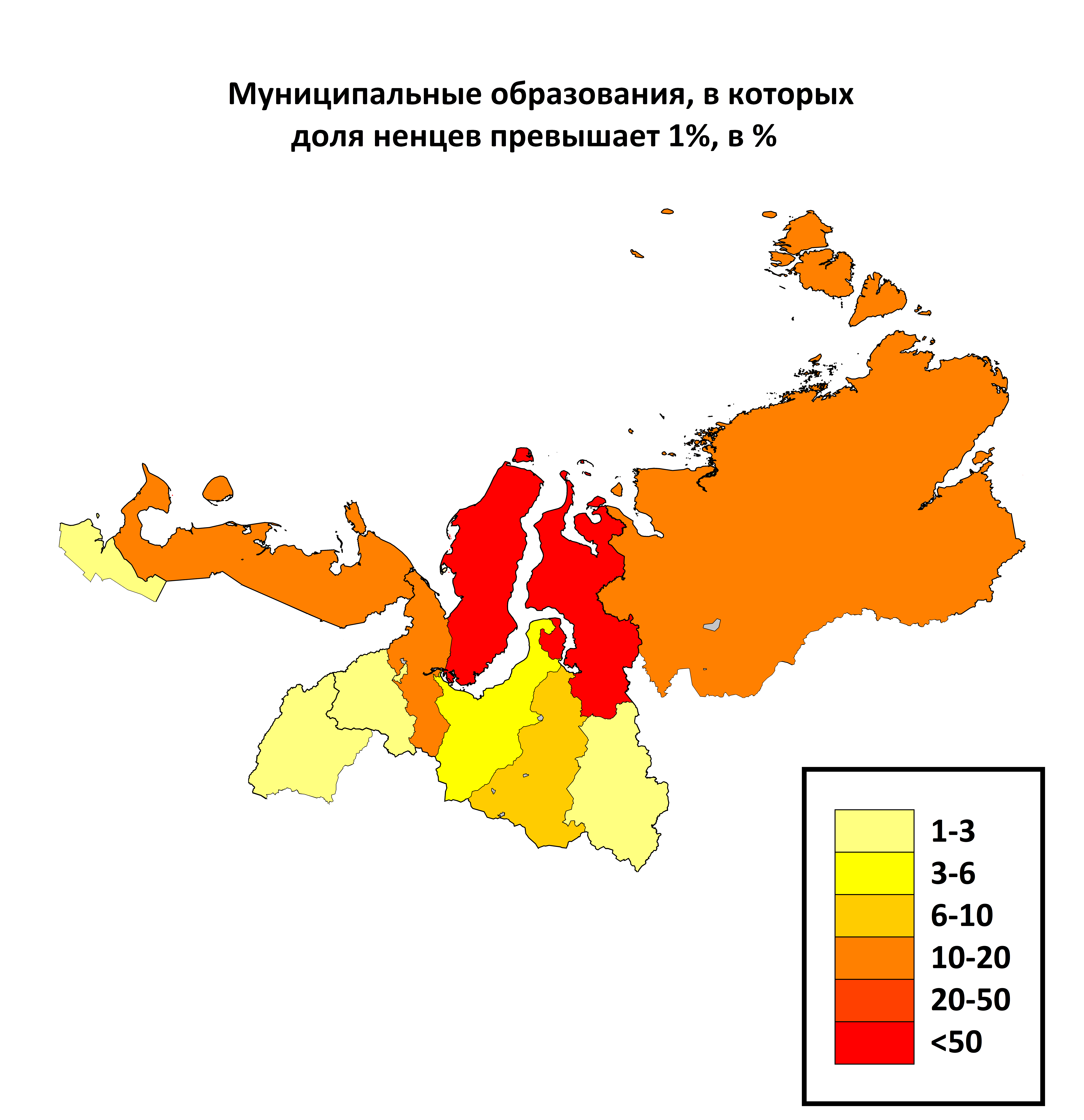
Муниципальные образования, в которых доля ненцев превышает 1 %, в % по данным переписи 2010 г.

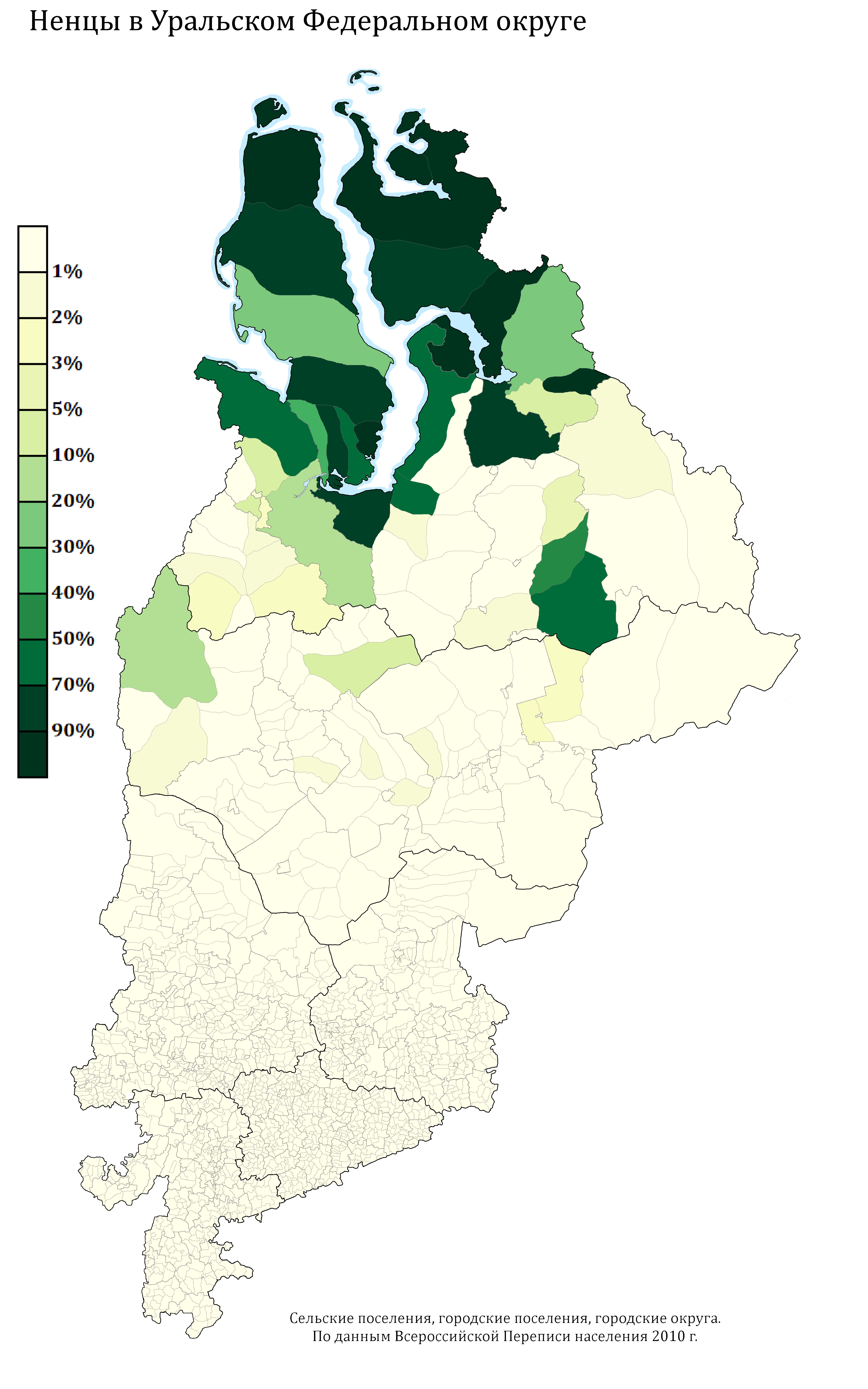
Расселение ненцев в Уральском федеральном округе по городским и сельским поселениям в %, перепись 2010 г.

Расселение ненцев в СФО по городским и сельским поселениям в %, перепись 2010 г.

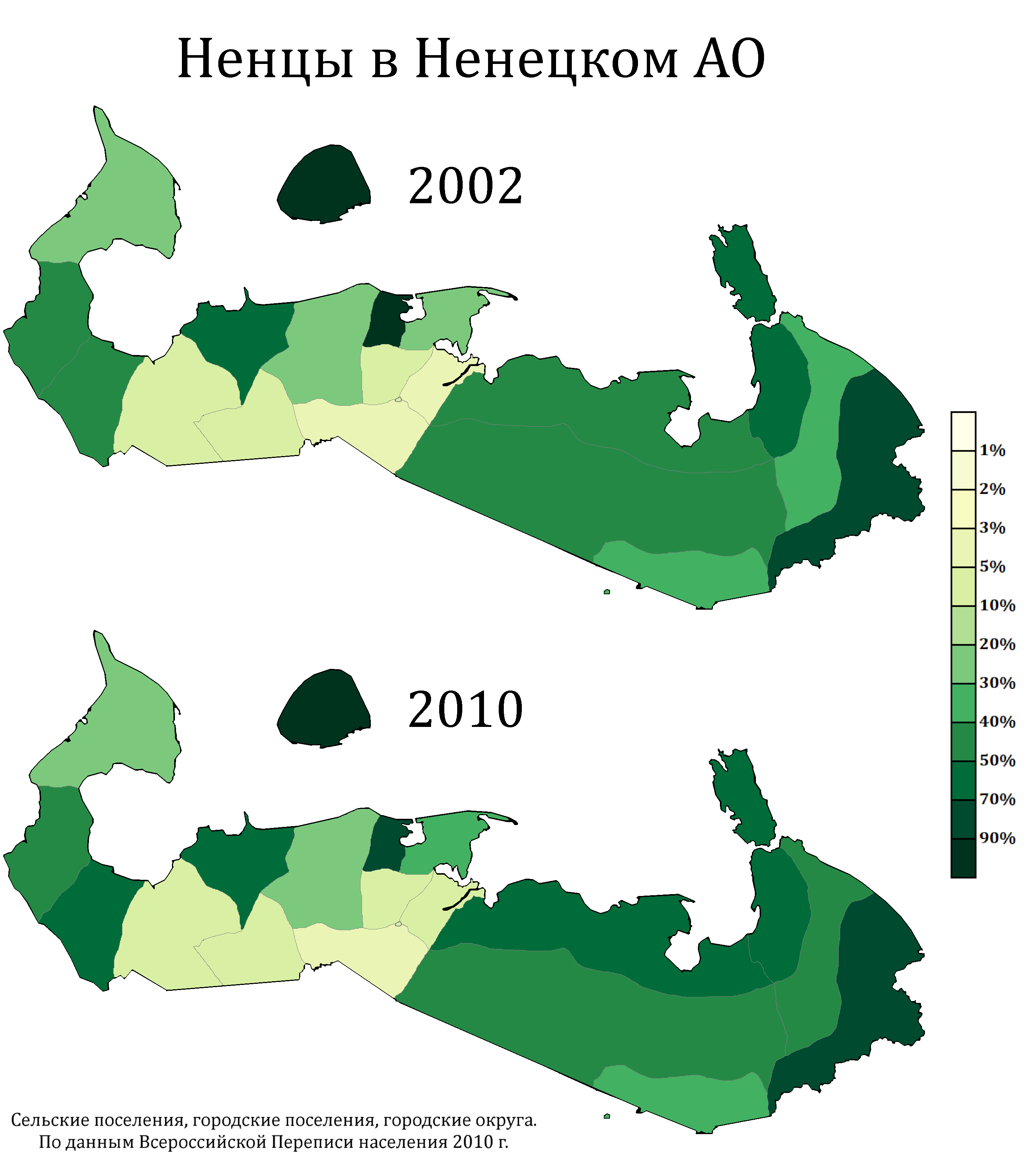
Расселение ненцев в Ненецком автономном округе по городским и сельским поселениям, в %

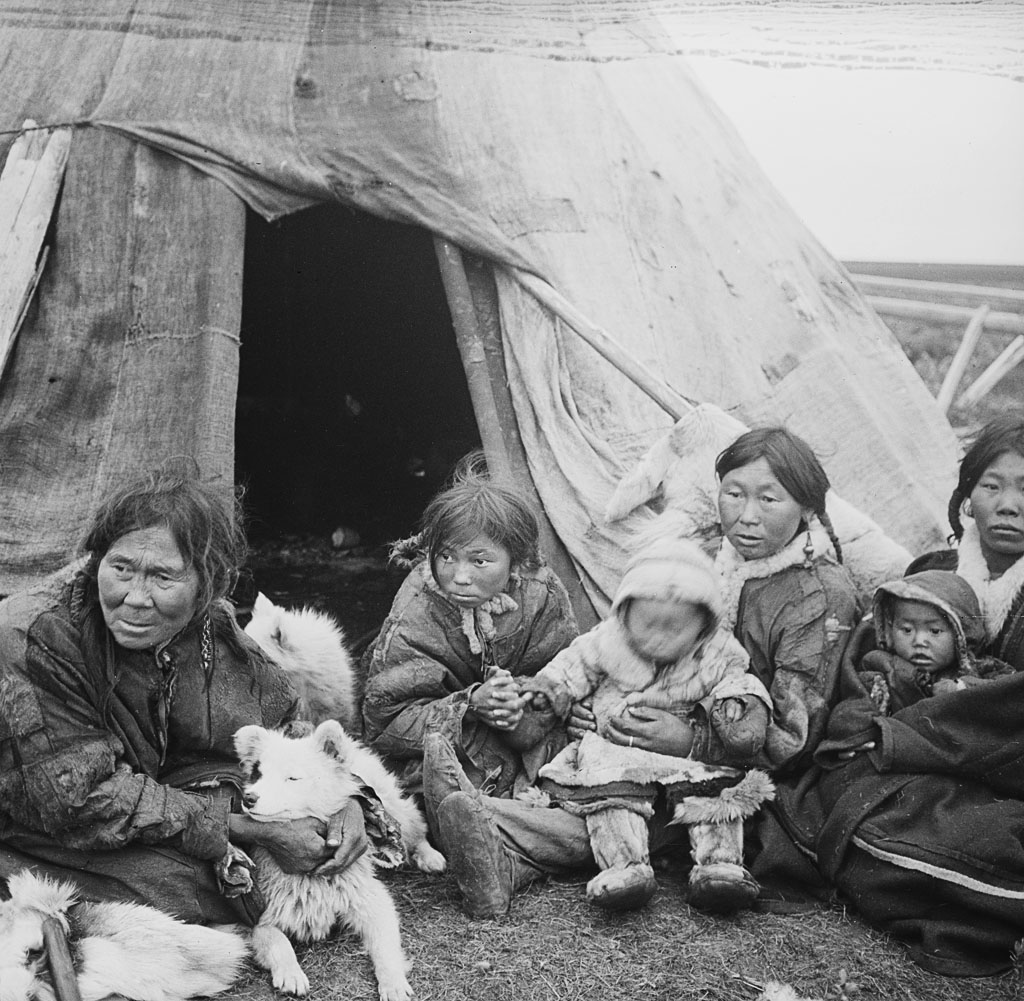
Ненцы в 1913 году

Из коренных малочисленных народов российского Севера ненцы являются самым многочисленным. По итогам переписи 2002 года, в России жило 41 302 ненца, из которых около 27 000 проживало в Ямало-Ненецком автономном округе; по итогам переписи 2021 года, их было 49 646 чел.
Названия двух автономных округов России (Ненецкий, Ямало-Ненецкий) упоминают ненцев как титульную народность округа; ещё один такой округ (Таймырский (Долгано-Ненецкий) автономный округ) в 2007 году был упразднён и преобразован в Таймырский Долгано-Ненецкий район Красноярского края.
Ненцы делятся на две группы: тундровые и лесные; эти две группы имеют разные языки. Тундровые ненцы являются большинством. Они проживают в двух автономных округах. Лесных ненцев — около 1500 человек. Они проживают в бассейне рек Пур и Таз на юго-востоке Ямало-Ненецкого автономного округа и востоке Ханты-Мансийского автономного округа — Югры.
Численность ненцев в России:

## Родовая структура
Ненцы состоят из двух фратрий: Харючи и Вануйта. У неща (лесных ненцев) 4 фратрии (рода, племени), которые испокон веков живут у бассейна реки Аган, Пур, Надым, Таз. Имеются также рода хантыйского, селькупского и коми-зырянского происхождения.
По «Книге обдорской самоеди», 1695 года в Харючи входят роды Харючи, Нгано-Харючи, Сюхуней, Нгадср и Ладукай, а к фратрии Вануйта относятся Вануйта, Луца-Вануйта, Соль-Вануйта, Вэнго, Яр, Сабы и Яптик, Соплии Япти.
На Гыдане к родам фратрии Харючи относятся: Адер, Евай, Лапсуй, Ненянг, Няруй, Окотэтто, Сусой, Сэротэтто, Сюгней, Тогой, Тусида, Хабдю, Харючи, Хороля, Худи, Хэно, Ядне, Яндо, Яптунай.
Во фратрию Вануйто входят роды Вануйто, Вэнго, Ламдо, Пуйко, Сабы, Яр, Яптик, Яунгад.

## Теории этногенеза

### ДНК
По данным генетиков, у ненцев наиболее распространены Y-хромосомные гаплогруппы N1a2b-P43 (ранее N1b, N2) — 56,8 %, N1a1-Tat (ранее N1c) — 40,5 %. Далее следуют Y-хромосомные гаплогруппы R1a (5 %), I (3 %) и Q (1,4 %). У тундровых ненцев доля Y-хромосомной гаплогруппы N1a2b-P43 достигает 74 %. Это самый высокий показатель после нганасан (92 %) и энцев (77,8 %). N-P63 у лесных ненцев достигает 37,8 %. N-P362 у тундровых ненцев достигает 51,1 %, N-L1034 — 23,4 %.
Присутствие линии 16311-16356 (U4b1b) митохондриальной гаплогруппы U4, как у ненцев на севере Европы, так и на юге Сибири (U4b1b1), связано, возможно, с распространением уральских племён в процессе миграций IV—III тыс. до н. э.

### Теория Страленберга
Ввиду наличия на территории Саянского нагорья племён, язык которых ещё в недавнем прошлом относился к самодийским (см. саянские самодийцы), Страленберг высказал предположение, что самоеды Саянского нагорья являются потомками самоедов приполярной зоны, где они являлись аборигенами, что с севера часть самоедов под влиянием каких-то причин двинулась на юг, заселив Саянское нагорье.

### Теория Фишера — Кастрена
Противоположную точку зрения высказал историк Фишер, который предполагал, что северные самоеды (предки современных ненцев, нганасан, энцев и селькупов) являются потомками самоедских племён Саянского нагорья, продвинувшихся из Южной Сибири в более северные районы. Это предположение Фишера в XIX в. было подкреплено огромным лингвистическим материалом и обосновано Кастреном, который предполагал, что в первом тысячелетии н. э., в связи с так называемым великим переселением народов, самодийские племена были вытеснены тюрками из пределов Саянского нагорья к северу.
В 1919 году исследователь архангельского севера А. А. Жилинский резко высказался против этой теории. Основной аргумент — такое переселение потребовало бы резкой смены типа природопользования, невозможной в короткие сроки. Современные ненцы — оленеводы, а самодийские народы, проживающие на Саянском нагорье — земледельцы (около 97,2 %)

### Теория Г. Н. Прокофьева
Советский учёный Г. Н. Прокофьев, опираясь на теорию Фишера-Кастрена, внёс в неё необходимые коррективы. Согласно его предположению, предками современных ненцев, нганасан, энцев, селькупов были не только самодийские племена Саянского нагорья, но также и некие аборигенные племена приполярной зоны, заселившие территорию Обь-Енисейского бассейна с древнейших времён.
В преданиях самих ненцев указывается, что когда их предки пришли на Крайний Север, они встретили там местное низкорослое племя сиртя, обладавшее некими феноменальными способностями — в частности, знавшее горное дело, и впоследствии «ушедшее под землю». Ряд исследователей связывали сиртя с носителями так называемой Усть-Полуйской археологической культуры.

## Антропологический тип
В антропологическом плане ненцы относятся к уральской контактной малой расе, для представителей которой свойственно сочетание антропологических признаков, присущих как европеоидам, так и монголоидам. В связи с широким расселением, ненцы антропологически делятся на ряд групп, показывающих основную тенденцию понижения доли монголоидности с востока на запад. Небольшая степень выраженности монголоидного комплекса отмечается у лесных ненцев. Общая картина сопровождается дискретной, очаговой локализацией европеоидных и монголоидных черт, что объясняется как межэтническими контактами, так и относительной изоляцией отдельных территориальных групп ненцев.
В 1671 году в Париже вышло сочинение «Путешествие в Северные Страны», автор которого — дворянин из Нормандии Пьер-Мартен де Ламартиньер — посетил в 1653 году на датском судне Северной Торговой компании земли Русского Севера и Новую Землю. Ламартиньер даёт подробное описание внешности ненцев:

«Самоеды ещё коренастее, чем лапландцы и борандайцы, имеют также довольно большие головы, лицо — плоское, нос — шире и курносый; они не имеют почти никакой растительности [на лице] и землистый цвет [лица]. Одежда мужчин состоит из круглой курчавой шапки, как бы сделанной из бараньей шкурки, из штанов и верхнего платья из шкур белых медведей, доходящего только до колен, подпоясанного ниже живота поясом в 4 пальца ширины; чулки и башмаки — из той же кожи, шерстью вверх; на башмаки надевают они род коньков из древесной коры [лыжи], длиною в два фута, наподобие гондолы; на них они очень быстро двигаются по снегу, которого так много на горах. Они носят, вроде манто, чёрную шкуру со всеми четырьмя лапами, которую накидывают чаще на левое плечо, чем на правое, a поверх этой шкуры повешен колчан… Женщины самоедские — ещё более безобразны, чем мужчины; они крайне слабосильны, но очень заботятся обучить своих детей ловкости на охоте, которой они живут, а не чему-нибудь другому. Одеты они так же, как мужчины, только верхнее платье немного длиннее, да не имеют накидок на плечах; головной убор — совершенно такой же, но волосы заплетают в один пучок [косу], перевязанный внизу лентой из древесной коры, и она свешивается у них на спину. Они ходят на охоту, наравне с мужчинами, вооруженные луками и стрелами…»

## Языки и письменность
Ненецкие языки относятся к северной группе самодийской ветви уральской языковой семьи и включают собственно ненецкий язык, называемый также тундровым, и ненецкий лесной (нешанский) язык. Они делятся на ряд диалектов, различия между которыми не мешают взаимопониманию между носителями разных из них. Письменность — на основе кириллицы.
Сами же ненецкий и нешанский языки между собой не вполне взаимопонятны из-за отличающегося своеобразием фонетического состава нешанского языка, что затрудняет языковое взаимодействие его носителей с носителями ненецкого.

## Кухня
Ненцы получают мясо и жиры для питания благодаря оленеводству. Оленину подвергают часто посолу — простейшему способу консервирования для её хранения на продолжительные сроки, получившаяся солонина применяется в любом виде: сыром, копчёном, вяленом. В рационе ненцев есть и экзотические блюда, например, свежая печень, почки, кровь оленя. Изысканными блюдами являются языки, сердце, сычуг.
Необходимость выжить в суровых условиях Крайнего Севера приучила его жителей питаться сырым мясом с кровью. Это не только лакомство, но и потребность организма в витаминах, особенно С и В2, а их в оленине достаточное количество, поэтому ненцы никогда не страдают от цинги.
Кроме оленины, здесь используются говядина и свинина, мясо морского зверя, а также пресноводная рыба: муксун, сиг, щука, нельма. Её, в основном, подвергают варке или тушению.
Жители оленьих стойбищ очень любят мясо оленя, жаренное на закрытом огне — что-то наподобие шашлыка, но не замаринованного. Излюбленными блюдами у ненцев являются строганина из сигов, оленины, печени, суп с мукой, блины с кровью, мясо тушёное с макаронными изделиями.
На гарнир предпочитают макаронные изделия или рис, овощи потребляют крайне редко.
Любимым напитком населения Севера является чай, а также компоты и морсы из брусники, морошки, черники; кисель из крахмала и ягодного сока.
Хлеб предпочитают больше ржаной.

## Хозяйственная культура

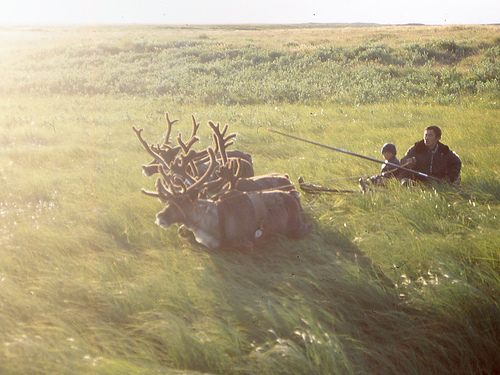
Сани, запряжённые оленями

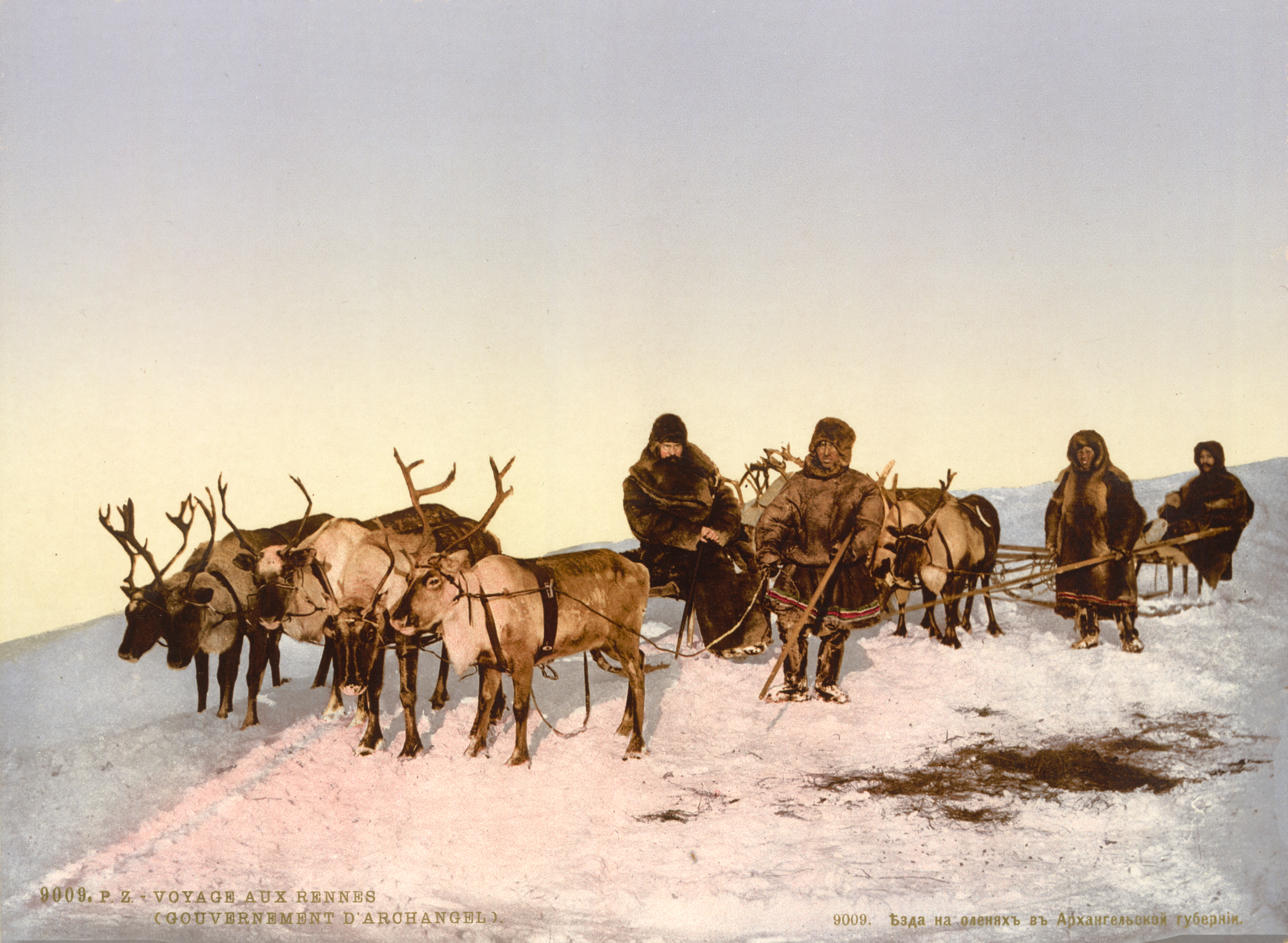
Ненцы-оленеводы

Основные традиционные занятия ненцев — это оленеводство, рыболовство и охота.

### Оленеводство
Ненцы с давних времён называют себя «детьми оленя» — вся жизнь их связана с оленем. В стаде выделяется вожак, который является самым красивым и крупным оленем. Ненцы называют его менаруй. Вожак никогда не используется в упряжке. Другие обученные олени предназначаются для езды на санях и перевозки грузов. Зимой используется от трёх до четырёх оленей, а летом — от четырёх до пяти. Передовой олень отличается ростом, силой и понимает команду поздника. По-ненецки передовой олень называется нензаминдя. Оленей также различают по возрасту и полу. Бык — хор, а тёлка — яхадей. Телят начинают приучать к упряжке с шести месяцев. Молодых оленей — самок и самцов — разделяют к концу первого года их жизни. Самых быстрых и выносливых оленей используют для езды в упряжках. Живут олени до двадцати трёх лет. Любопытно то, что для езды используются только холостые олени. Они сильно отличаются по скорости бега и выносливости. Только за один день эти олени могут преодолеть с лёгкими нартами до 300 км, но перерыв делается через каждые двадцать пять километров для отдыха, утоления жажды водой и питания оленей. Крупнотабунное оленеводство ненцев невозможно без ненецкой лайки.

### Рыболовство
Дети для рыболовства используют крючки, гарпуны и загороди. Взрослые же летом добывали рыбу сетями и неводами с лодок — колданок. Сети плели из конопли или тальникового лыка. Во время лова ненцы едят сырую рыбу. Зимой пробивают лёд и добывают рыбу с помощью морд, важанов и фитилей. Для приманки используются маленькие деревянные рыбки. Когда рыба подплывает, её колют острогами.

## Одежда и обувь

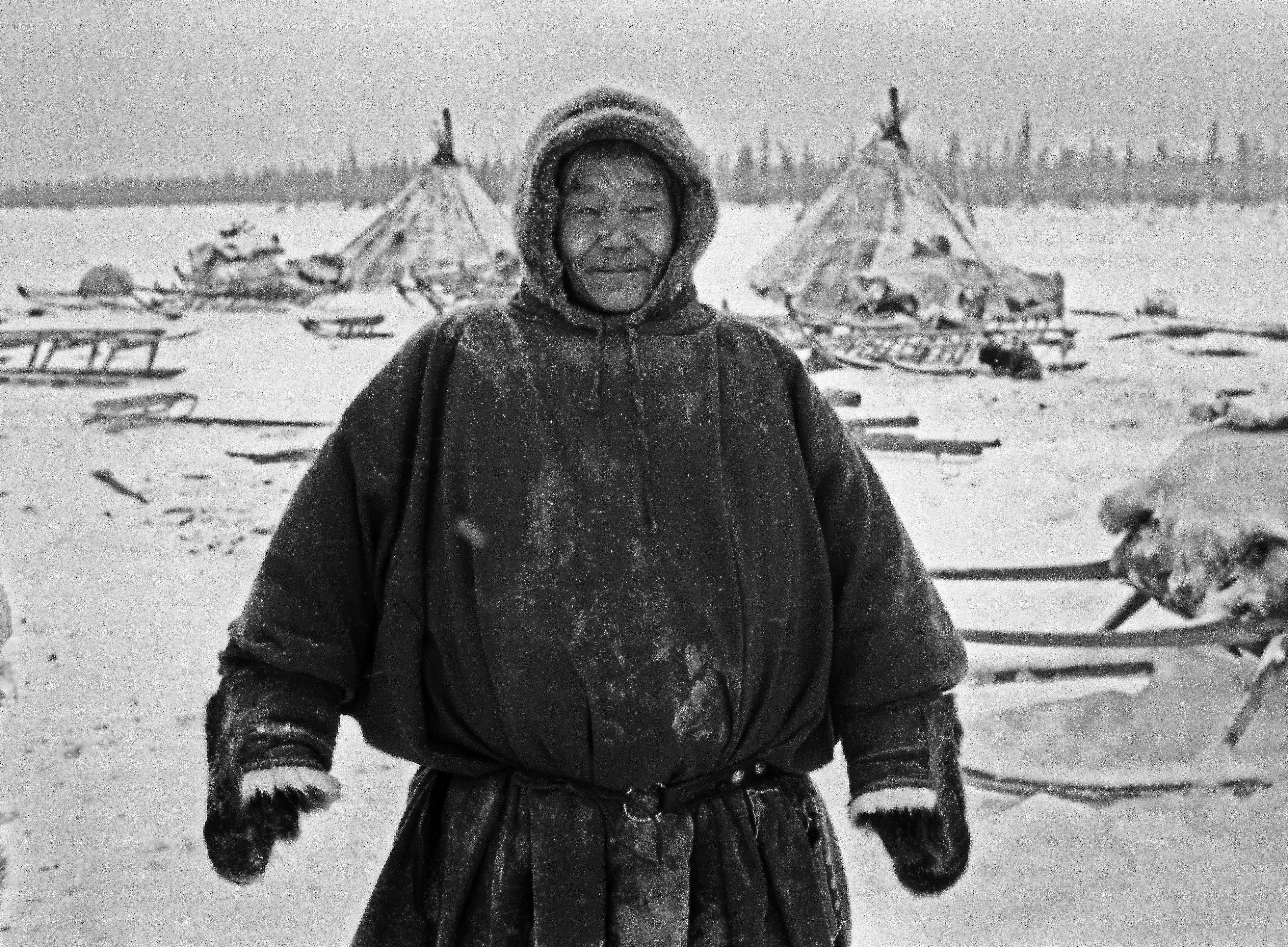
Фото В. А. Загуменного. Ненецкий оленевод в малице. Ямал, 1982 год

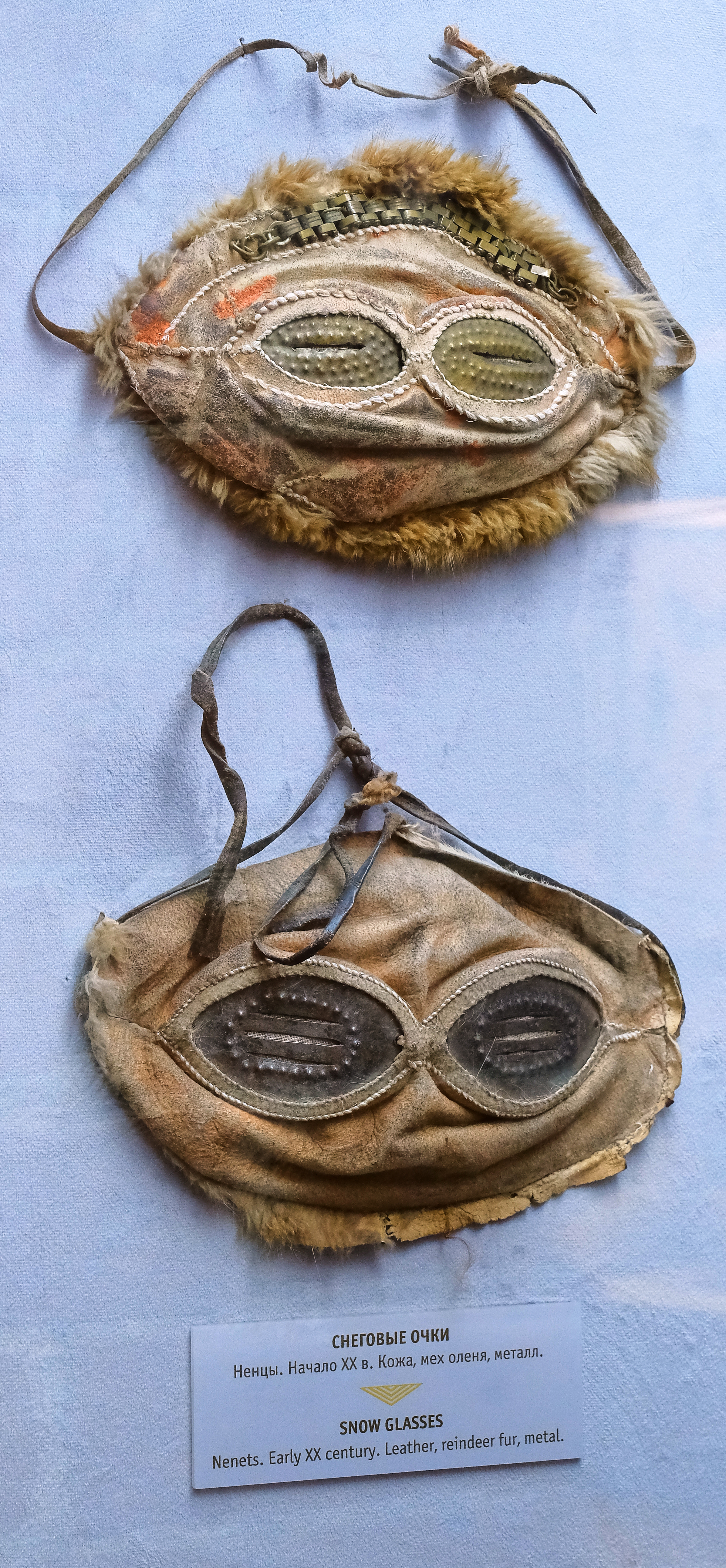
Снеговые очки (Новосибирский краеведческий музей)

Природные условия Ненецкого и Ямало-Ненецкого округов и Таймыра суровы, поэтому для жителей хорошая одежда всегда представляла большую ценность. Зимой она должна защищать от жестоких морозов, летом — от гнуса.
Так, например, ма́лица — нательная меховая рубаха с пришитым к ней капюшоном и рукавицами. Она очень тёплая и хорошо защищает тело и голову от холода, оставляя открытым только лицо. Она шьётся и надевается мехом внутрь, к телу. Малица украшается меховым кантом. Летом ненцы ходят в старых малицах с откинутым капюшоном, а зимой — в новых. В них даже совершают поездки на короткие расстояния. Малица имеет капюшон — сава. С лицевой части капюшон стягивается ремешками. К малице обязательно пришиваются рукавицы — нгоба. Их делают из лобных шкурок мехом наружу. Малица непременно подпоясывается поясом — ни, который делают из кожи. Снаружи обшивают красным сукнами и двумя-тремя рядами медных пуговиц. Украшают пояс и подвесками из медных цепочек и ажурных блях. К поясу на цепочке пришивают ножны с ножом. В стужу, в пургу и при дальних поездках на дальние расстояния поверх малицы надевают меховой совик. Его капюшон обрамляется опушкой из песцовых хвостов. Совик бывает обычно белого цвета, но иногда его делают в шахматную клетку.
Более сложной была женская одежда. Это распашная шуба — паны. Верхняя часть шубы делается из шкур с верхней части оленьих ног — камусов чёрного и белого цвета мехом наружу. Нижнюю часть шьют из песцового меха ворсом вниз. К рукавам пришивают рукавицы. Украшают паны меховой мозаикой, кистями и кантами из цветного сукна. Полы шубы завязываются ровдужными шнурками. Поверх паны чехол из сукна с орнаментом. Верхнюю одежду подпоясывают длинными поясами из ткани, богато украшенными медью и кисточками. Женский головной убор — меховой капор сава шьётся отдельно. В отличие от мужской одежды, он не скрепляется с шубой.

## Рабочие инструменты и традиционный транспорт

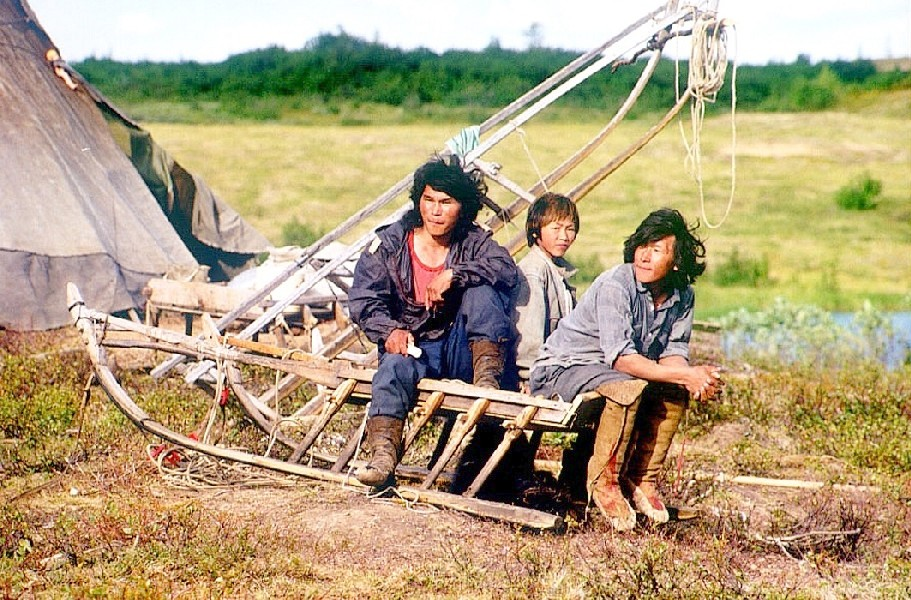
Ненцы в Дудинской тундре, Красноярский край, август 2000 года

### Рабочие инструменты
В каждом чуме был набор инструментов: ножи, топор, шило и другие. Каждый мужчина был столяром, плотником, кожевником, вязальщиком сетей, скульптором и ювелиром. Из инструментов только топоры и пилы покупались у русских, всё остальное изготавливалось самостоятельно.

### Нарты
Нарты — самое необходимое средство передвижения в тундре. Они ездят достаточно быстро. На нартах ездят и зимой и летом. В них запрягают оленей и управляют хореем. Хорей — это шест длиной до пяти метров, с костяным шариком на конце или железным наконечником. Хорей сжимают в левой руке, а в правой держат повод. Упряжь украшается медными кольцами, колокольчиками и кистями.

## Чум у ненцев

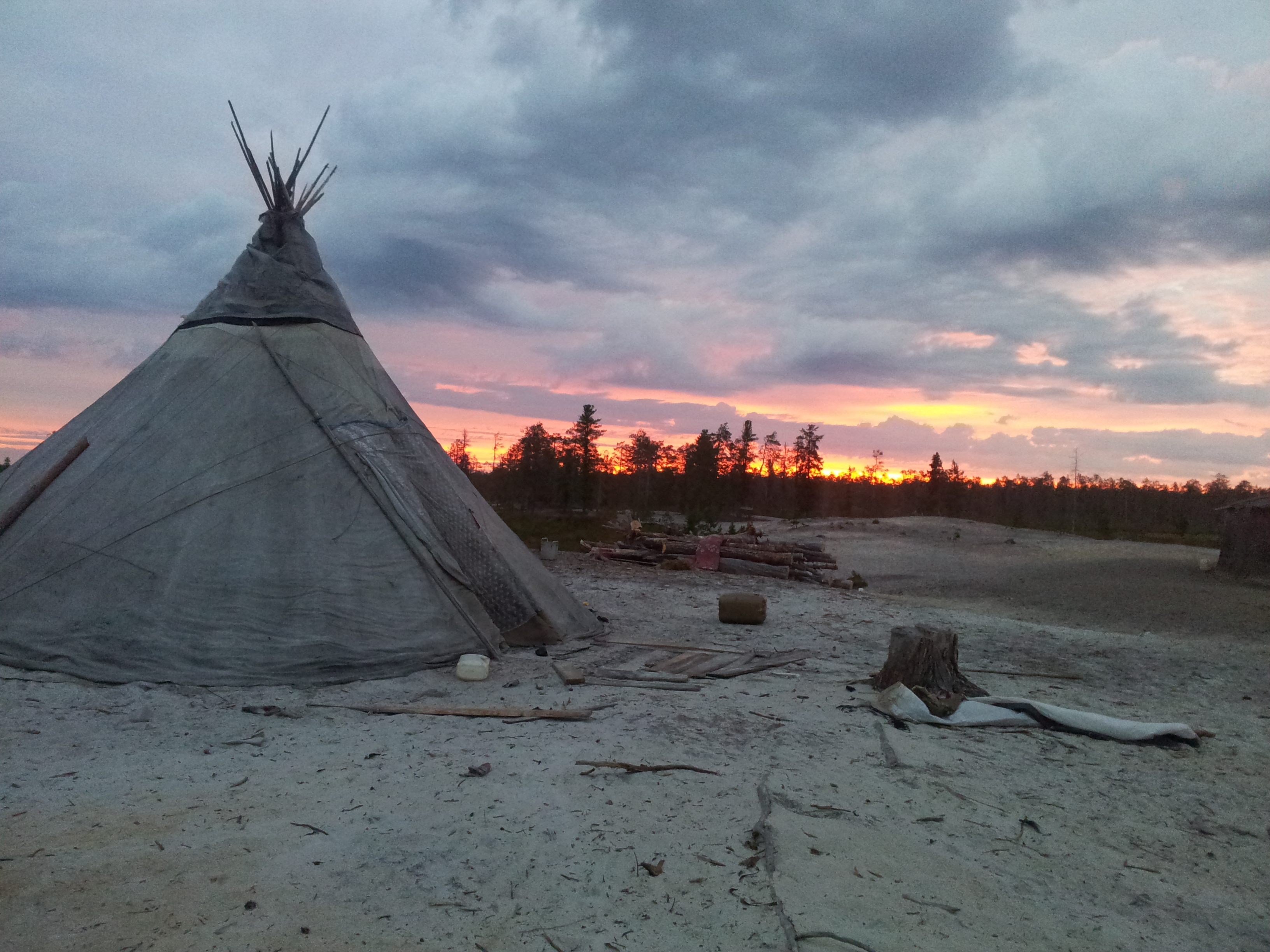
Чум, ненецкое стойбище, 2012 год

Все ненцы с древних времён жили в чумах (мя), многие живут в них и сейчас. Для ненцев это — центр всей жизни семьи, который воспринимается как целый мир.
Чем богаче была семья, тем был и больше по своим размерам чум. У бедняков чум остроконечный, а тупоконечный — наоборот — у ненцев с хорошим достатком.
Чум сооружают из жердей, для этого необходимо сорок шестов. Потом шесты покрывают полотнищами из оленьих шкур, которые ненцы называют нюками. Шкуры оленя сшивают в сплошные полотнища, а затем покрывают шесты. Для покрытия чума в зимнее время требуется от 65 до 75 оленей. С июня по сентябрь происходит переход с зимних нюков на летние. Диаметр чума достигает до 8 метров, в нём может находиться до 20 человек.

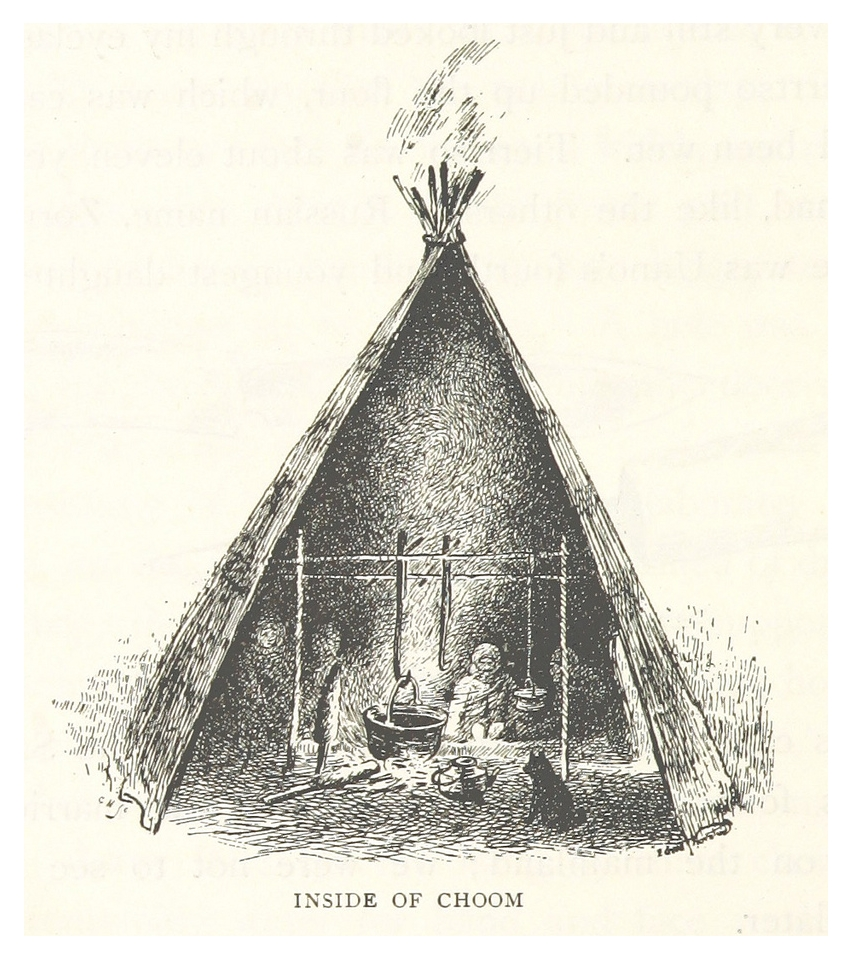
Внутри чума

Внутри чума каждый предмет и каждое место с древности имеет своё назначение. Центральной осью чума служит шест — симзы, который считался священным. На нём помещают семь голов семейных и родовых духов. У шамана в чуме симзы обязательно украшался изображением священной птицы минлей. По симзы дым от очага поднимается к верхнему отверстию чума. Согласно легендам, по священному шесту герои улетали на битвы и военные подвиги.
За симзы находится священное место — си. Только старшим мужчинам разрешается на него наступать. Для детей и женщин это место запретное. На этом месте находится священный ларь. В нём хранятся духи-покровители очага, семьи и рода. Там также хранятся все семейные сбережения и реликвии, оружие и ларь с инструментами. Эти вещи доступны только для главы дома, а для других членов — неприкосновенны.
Место не — для женщины, оно находится напротив си — у входа. Здесь женщина занимается всеми домашними хлопотами.
Посередине, между не и си, находится спальное место. В изголовье кладётся пояс с амулетами и ножом. Ложась спать, мужчина укрывается женской ягушкой.
Летом спальное место отгораживают пологом из ситца. Полог используют только ночью, днём его аккуратно сворачивают в рулон и закрепляют подушками. Дети лежат рядом с родителями. Дальше от симзы укладывались неженатые старшие сыновья, далее — старики и другие члены семьи, а также гости. В чуме очень дымно, но летом дым — хорошее спасение от комаров.
Чум часто перемещался вместе со своими владельцами с места на место, поэтому в чумах нет ни кроватей, ни шкафов. Из мебели только есть маленький столик — толь и ларь.
До появления передвижных электростанций для освещения чума применялись светильники. Они делались из чаш и наполнялись рыбьим жиром, в который погружался фитиль. Позже появились керосиновые лампы. Для отряхивания снега с обуви и подола верхней одежды у входа в чум находится колотушка.
Для маленьких детей в чуме есть люлька. Раньше младенца помещали в люльку сразу после рождения, а вынимали только тогда, когда он начинал ходить. На дно люльки насыпали древесную стружку и сухой мох. Пелёнками служили шкуры оленя и песца. Ребёнок прикреплялся к люльке особыми ремешками. При кормлении грудью мать брала ребёнка вместе с люлькой. Такие люльки используются и сегодня.

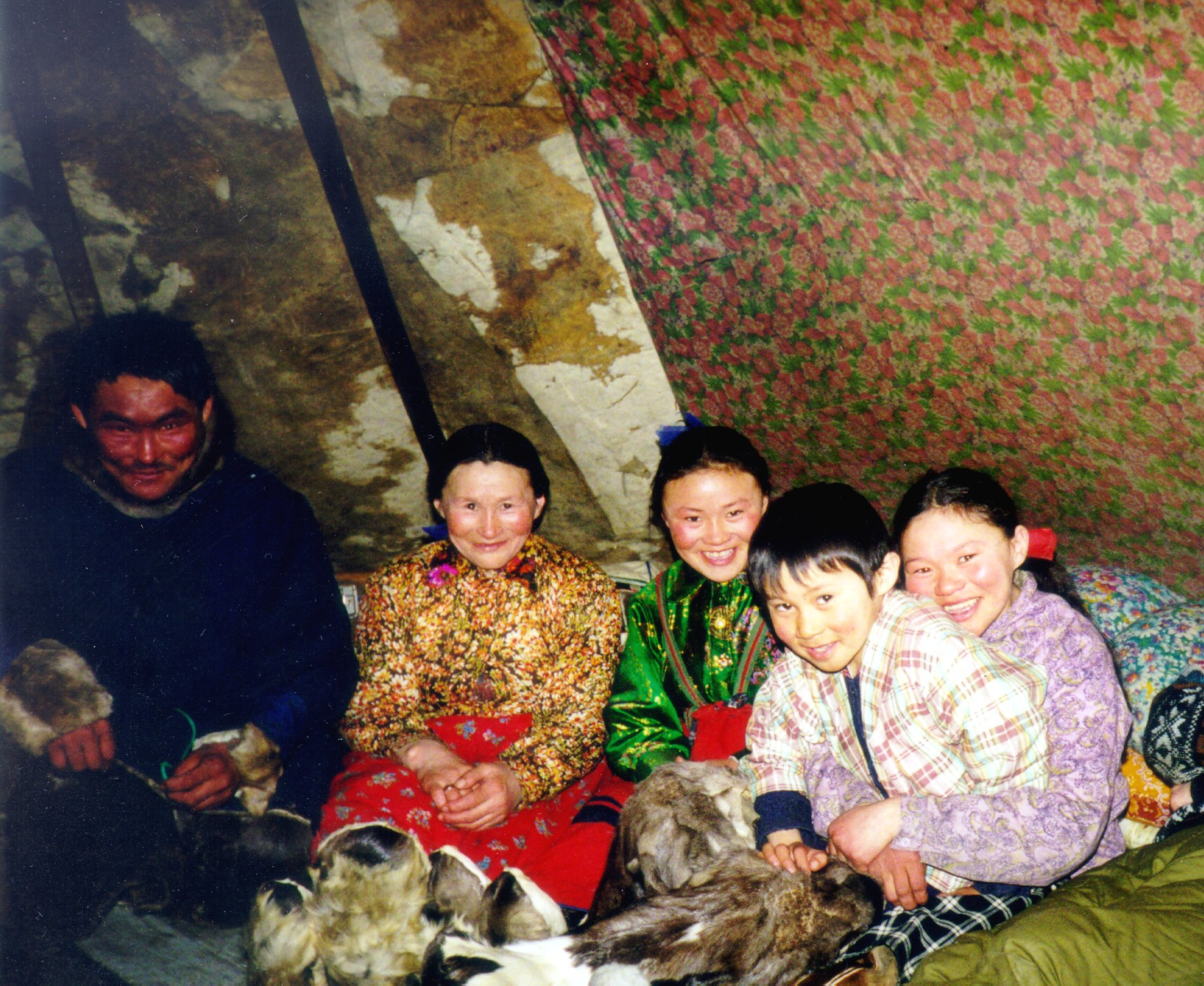
Семья ненцев с детьми в своём чуме

Чум, в котором во время эпидемии умирали все члены семьи, становится могильным. В этом случае срубали основания шестов и роняли чум на землю. Хотя обычно умершего обычно хоронят в специальном наземном гробу, внутрь которого кладут все необходимые вещи, которые необходимы для жизни в мире мёртвых.

### Правила жизни в чуме

#### Для женщин
В ведении женщины находится очаг. Традиционно только женщина могла прикасаться к очажным шестам и к очажному крюку. Она же собирает дрова для очага, колет их, сушит у входа и разжигает огонь. Она разговаривала с пламенем, высказывая пророчества по треску дров, дыму, силе и цвету пламени. Всё пространство, кроме прихожей чума, находится под её покровительством.

#### Для мужчин
Мужчина при входе в чум обивает снег с обуви и одежды колотушкой. Он снимает верхнюю одежду и оставляет её на нартах. Войдя в помещение, мужчина надевает домашние кисы и домашнюю малицу.

#### Для гостей
Гостей-мужчин укладывают на ночёвку от середины чума к симзы. Гостей-женщин размещают от середины к выходу. Место, которое занимает гость, зависит от уважения к нему.

## Ненцы в филателии

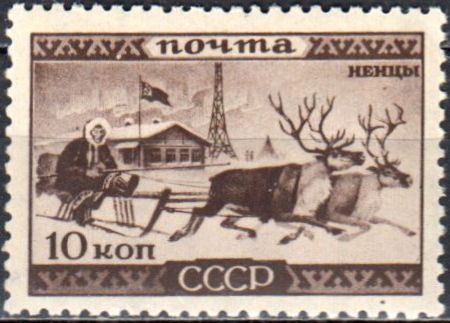
Серия «Народы СССР» (ненцы), почтовая марка СССР 1933 года

В 1933 году в СССР была выпущена этнографическая серия почтовых марок «Народы СССР». Среди них была марка, посвящённая ненцам.

## Известные ненцы
- Тыко Вылка — ненецкий советский художник, сказитель, общественно-политический деятель.
- Константин Панков — ненецкий советский художник.
- Леонид Лапцуй — ненецкий советский писатель.
- Любовь (Комарова) Ненянг — писательница, поэтесса, член союза журналистов СССР.
- Анастасия Лапсуй — ненецкий советский кинорежиссёр, сценарист и радиожурналист.
- Юрий Вэлла — ненецкий, хантыйский и русский поэт, а также писатель.
- Анна Неркаги — российская ненецкая писательница.

## Галерея

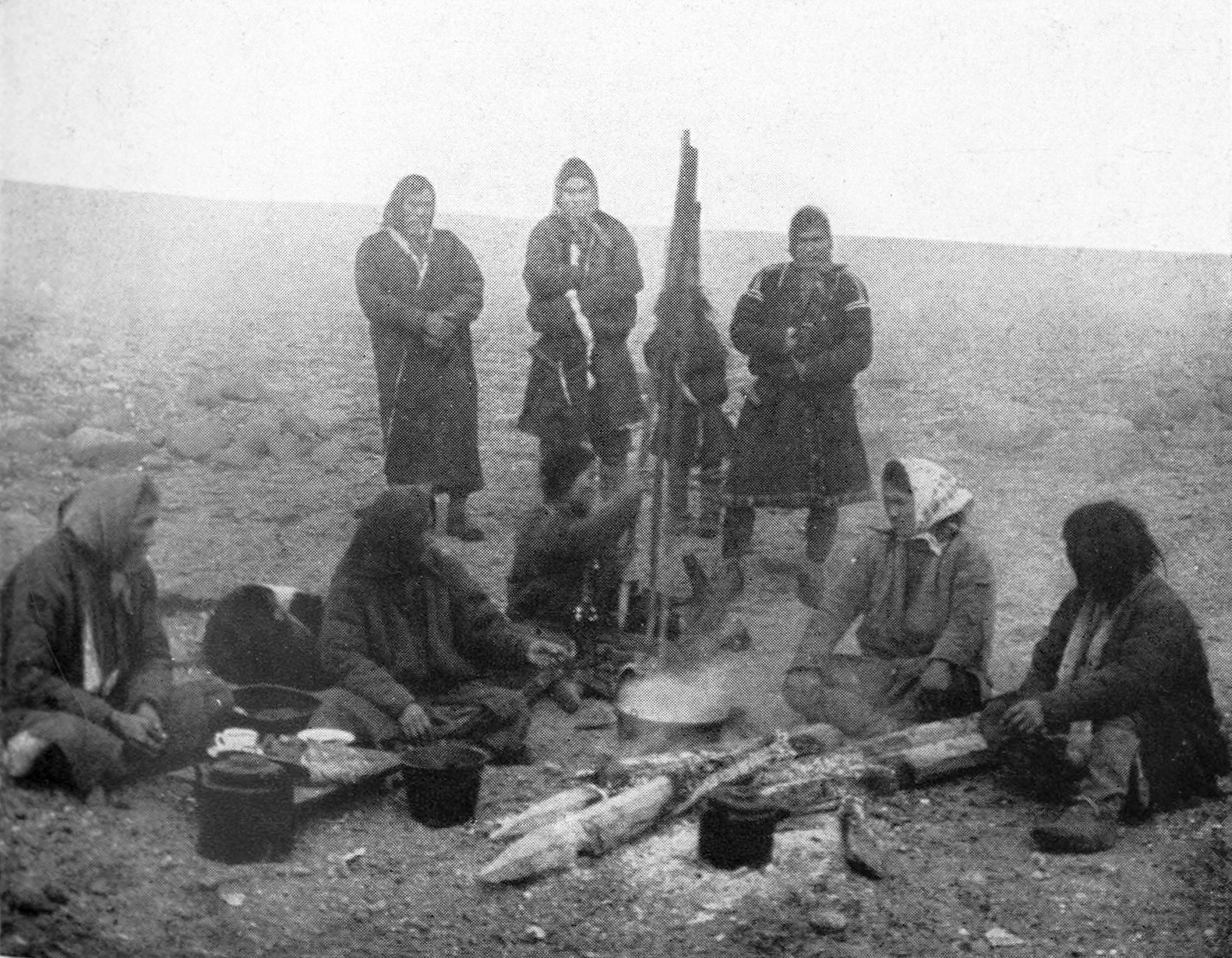
Ненцы (самоеды) в 1914 году
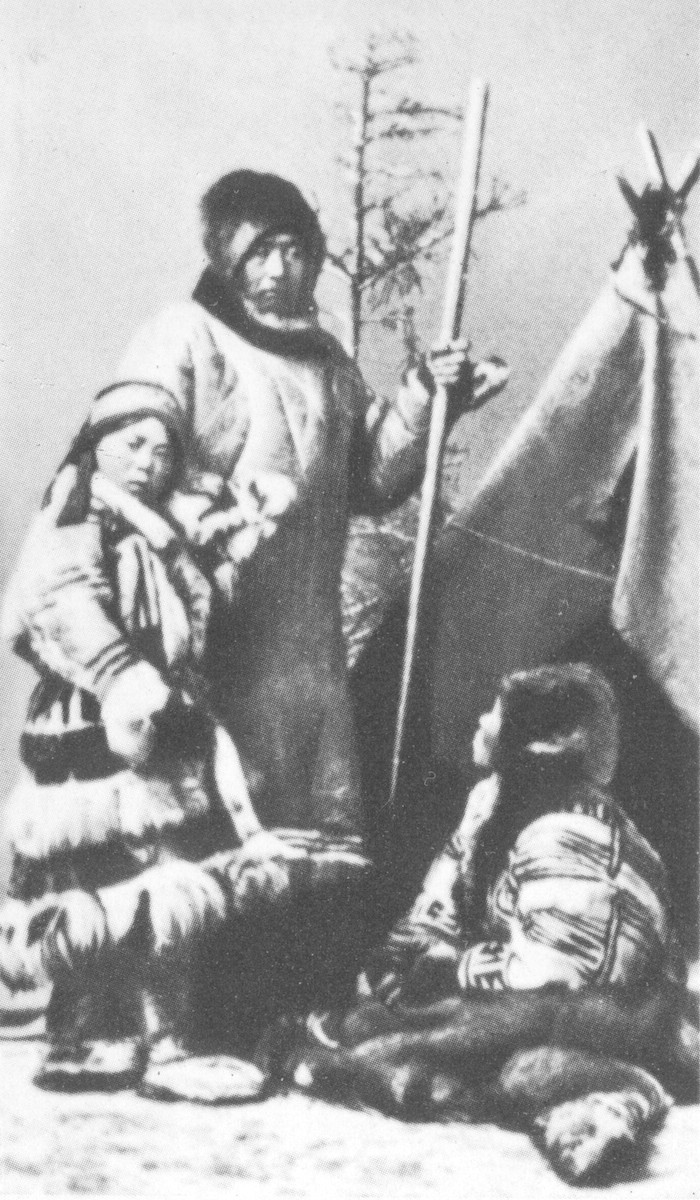
Ненцы
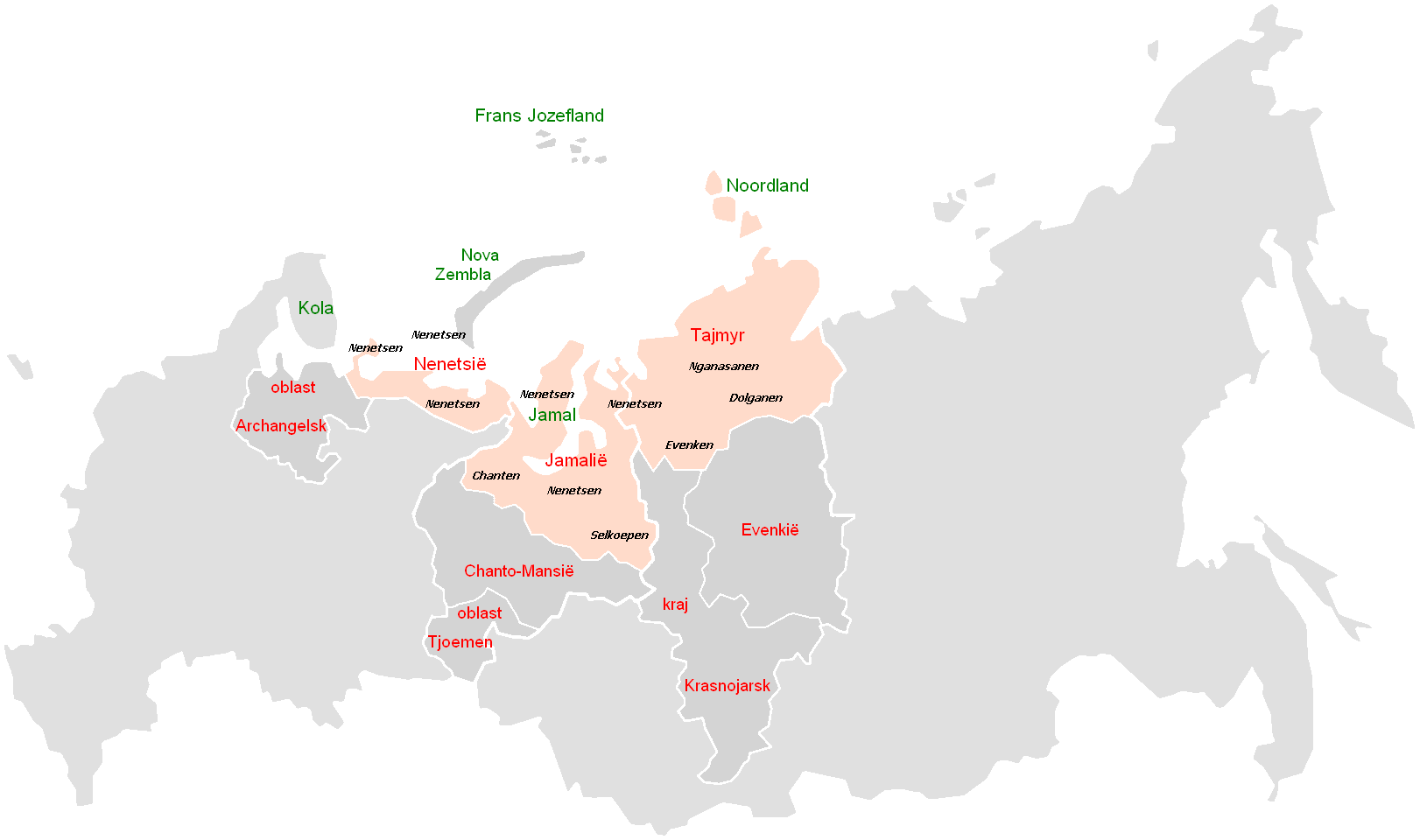
Ненецкие автономные округа
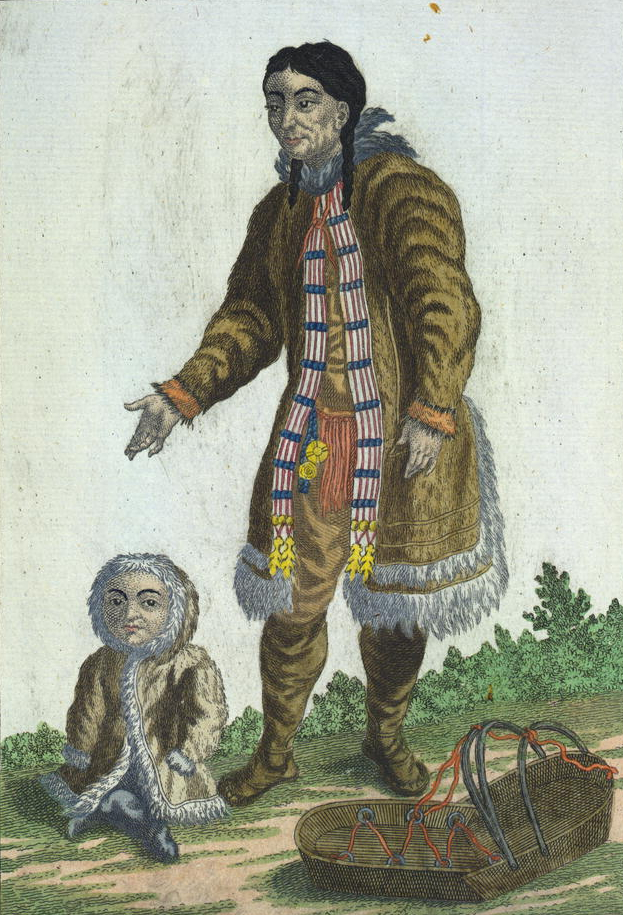
Самоедка в летнем платье
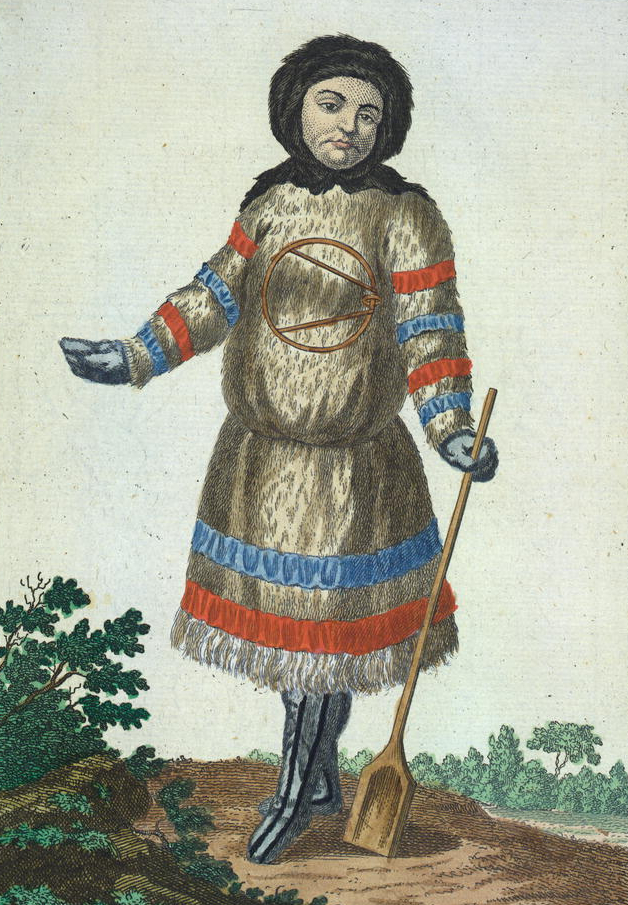
Самоедка
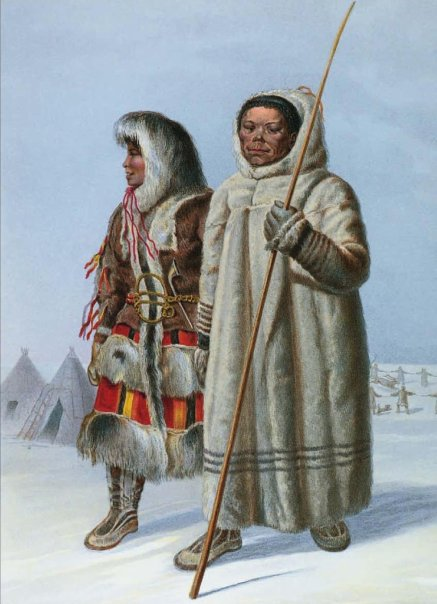
Мезенские самоеды
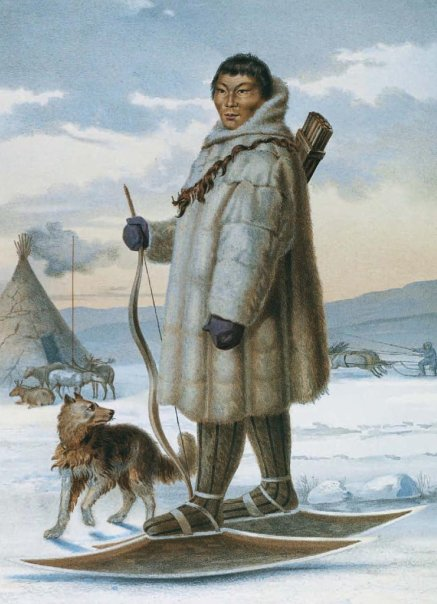
Юрак